# Vandenberg Village
Vandenberg Village es un lugar designado por el censo ubicado en el condado de Santa Bárbara en el estado estadounidense de California. En el año 2000 tenía una población de 5.802 habitantes y una densidad poblacional de 429.8 personas por km².

## Geografía
Vandenberg Village se encuentra ubicado en las coordenadas 34°42′23″N 120°27′56″O / 34.70639, -120.46556. Según la Oficina del Censo, la ciudad tiene un área total de 13,5 km² (5,2 mi²), de la cual 13,5 km² (5,2 mi²) es tierra y 0 km² (0 mi²) 0.00% es agua.

## Demografía
Los ingresos medios por hogar en la localidad eran de $58,700, y los ingresos medios por familia eran $66,122. Los hombres tenían unos ingresos medios de $50,362 frente a los $27,969 para las mujeres. La renta per cápita para la localidad era de $29,838. Alrededor del 4.8% de la población estaban por debajo del umbral de pobreza.